# Cattleya dayana
Cattleya dayana är en orkidéart som beskrevs av Robert Allen Rolfe. Cattleya dayana ingår i släktet Cattleya och familjen orkidéer. Inga underarter finns listade i Catalogue of Life.